# Літре
Літре (Lithraea caustica) — дерево, ендемік Чилі, поширене від регіону Кокімбо до регіону Біобіо. Росте на сухих ґрунтах та ущелинах до висоти 1500 м над рівнем моря. Назва «літре/Lithraea» походить від назви рослини мовою мапуче, «caustica» — через печіння, що кора дерева викликає на шкірі.
Це невелике дерево висотою до 12 м і товщиною стовбура до 50 см, має кулеподібну крону, вічнозелене, однодомне. Листя чергується, овальне, тонше біля основи, черешкове, розміром 2,5-5 x 2-3 см, вкрити шкіркою, із жовтими жилками, дуже помітними на зворотному боці, край хвилястий. Квітки гермафродитні та одностатеві, невеликі рожевувато-жовтуватого кольору, зібрані у волоті. Чашечка складається в 5 чашолистиків, має 5 пелюсток. Квітки-гермафродити та чоловічі квітки мають 10 тичинок, у жіночих квіток тичинки відсутні. Плід — суха кістянка, зеленувато-сірого кольору коли зрілий, дуже крихкий.
Деревина дуже міцна і використовується для кораблебудування і будівництва. Деревне вугілля високої якості. З плодів індіанці виготовляють ферментований напій, відомий як мучі (muchi або müchü).